# Amastus venedictoffae
Amastus venedictoffae är en fjärilsart som beskrevs av De Toulgoët 1982. Amastus venedictoffae ingår i släktet Amastus och familjen björnspinnare. Inga underarter finns listade i Catalogue of Life.